# Лисовская, София Николаевна
София Николаевна Лисовская (1876—1951) — русский и советский учёный-хирург-уролог, доктор медицинских наук (1911), профессор (1923). Заслуженный деятель науки РСФСР (1940).

## Биография
Родилась в 1876 году в Санкт-Петербурге.
В 1902 году окончила Санкт-Петербургский женский медицинский институт.
С 1904 года работала при госпитальной хирургической клинике СПбЖМИ под руководством профессора А. А. Кадьяна. В 1911 году защитила докторскую диссертацию на тему: «о пересадке щитовидной железы».
С 1917 по 1921 годы возглавляла госпитальную хирургическую клинику СПбЖМИ. С 1919 по 1937 годы — заведующий кафедрой оперативной хирургии и топографической анатомии Второго Ленинградского медицинского института. В 1923 году С. Н. Лисовской присвоено звание профессора. В 1940 году за выдающиеся научные достижения С. Н. Лисовская была удостоена почётного звания — Заслуженный деятель науки РСФСР.
В 1923 году С. Н. Лисовская основала и до 1951 года возглавляла кафедру урологии Первого Ленинградского медицинского института. С 1942 по 1946 годы С. Н. Лисовская являлась — председателем Ленинградского общества урологов.
Для диагностики гонореи С. Н. Лисовской была предложена модификация реакции Дебре и Парафа — реакция нахождения в моче и выделениях больных гонококкового антигена. Реакция эта названа ее именем — «Лисовской реакция». С. Н. Лисовская одна из первых применила экскреторную урографию для распознавания туберкулёза почек и мочевых путей. С. Н. Лисовской предложен и под ее руководством разработан способ лечения ночного недержания мочи путем выработки так называемого сторожевого пункта в коре головного мозга по И. П. Павлову.

## Основные труды
- Лисовская С. Н. Триппер и способы борьбы с ним / Проф. С. Лисовская. - 5-е изд. - [Ленинград] : Ленингр. правда, 1929 г. - (гос. тип. изд. "Ленингр. правда"). — 40 с.
- Лисовская С. Н. Лечение и режим больных гонореей / Проф. С. Н. Лисовская, д-р В. А. Петрова. - [Ленинград] : Ленингр. правда, 1930 г. (гос. тип. изд. "Лен. правда"). — 56 с.
- Лисовская С. Н. Триппер и способы борьбы с ним / Проф. С. Лисовская. - 6-е изд. - [Ленинград] : изд. и тип. изд-ва "Ленингр. правда", 1931 г. — 40 с.

## Награды
- Орден Трудового Красного Знамени

### Звания
- Заслуженный деятель науки РСФСР (1940)